# Edgar Guggeis
Edgar Guggeis (* 11. Juni 1964 in Nittenau; † 9. September 2003) war ein deutscher Perkussionist und Professor für Schlagzeug und Pauke.

## Leben
Guggeis studierte Schlagzeug bei Peter Sadlo an der Hochschule für Musik und Theater München und später am Mozarteum Salzburg. 1987 wurde er Solo-Paukist am Stadttheater Passau. Unter Sergiu Celibidache wurde er 1990 Schlagzeuger der Münchner Philharmoniker.
1997 wurde Guggeis von der Hochschule für Musik „Hanns Eisler“ Berlin zum seinerzeit jüngsten Professor für Schlagzeug/Pauke in Deutschland ernannt. An der Hochschule gründete er u. a. das Percusemble Berlin, mit dem er bei der Expo 2000 drei Uraufführungskonzerte gestaltete. Außerdem initiierte er das Percussion Festival Berlin, das 2002 erstmals stattfand.
2002 erhielt er mit Zoro Babel und Niki Bell einen Kompositionsauftrag der Fraunhofer-Gesellschaft für Industrieroboter.
Der Dirigent Thomas Guggeis ist sein Neffe.

## Tonträger
- Festliches Konzert in der Abteikirche Amorbach für Orgel, drei Trompeten und Pauken. Werke von Bach, Mozart, Rheinberger, Fauré und Delibes. Klemens Schnorr (Orgel), Jean F. Michel, Uwe Komischke, Erich  Rinner (Trompeten), Edgar Guggeis (Pauken). Audite, 1992[6][7]
- Béla Bartók: Sonate für 2 Klaviere und Schlagzeug; Maurice Ravel: Ma mère l'oye. Rapsodie espagnole. Martha Argerich, Nelson Freire, Peter Sadlo, Edgar Guggeis. Deutsche Grammophon 1994
- Siegfried Matthus: Manhattan concerto. CD,[8]
- Scrap iron : modern art of percussion. CD, 2003[9]